# Солтис Іван Сидорович
Іван Сидорович Солтис (нар. 5 вересня 1923, с. Кузмін, Молдавська АРСР — пом. 11 лютого 1945, Луїзенталь) — Герой Радянського Союзу (1945, посмертно), у роки німецько-радянської війни кулеметник 548-го стрілецького полку (116-а стрілецька дивізія, 52-а армія, 1-й Український фронт).

## Біографія
Народився 5 вересня 1923, с. Кузмін Молдавської АРСР (нині Кам'янський район, Придністров'я) у сім'ї пастуха. Українець. Закінчив початкову школу, працював у колгоспі.
Під час окупації допомагав партизанам поширювати листівки з фронту. В січні 1944 року після звільнення краю призваний до лав армії. Бойове хрещення отримав при форсуванні Дністра в районі Рибниця—Резіна.
11 лютого 1945 року при прориві оборони противника поблизу селища Луїзенталь на річці Бобер (Польща) одним з перших подолав річку та вогнем прикрив форсування. В бою за населений пункт придушив кулеметну обслугу противника та, будучи вже пораненим, закрив своїм тілом амбразуру дзота, що вів вогонь по його роті.
10 квітня 1945 року Івану Солтису посмертно присвоєно звання Героя Радянського Союзу.